# Christian Scherhag
Christian Scherhag (ur. 22 maja 1985 w Kassel) – niemiecki wioślarz.

## Osiągnięcia
- Mistrzostwa Świata – Linz 2008 – dwójka bez sternika wagi lekkiej – 13. miejsce[1].